# J Golf Phoenix LPGA International
J Golf Phoenix LPGA International eller J Golf Phoenix LPGA International Presented by Mirassou Winery var en golftävling för damer på den amerikanska LPGA-touren.
Tävlingen spelades från 1980, då Jan Stephenson vann. Laura Davies har med sina fyra segrar vunnit tävlingen flest gånger och därefter kommer Annika Sörenstam med tre segrar.

## Segrare
| År   | Segrare             |
| 2006 | Juli Inkster        |
| 2005 | Annika Sörenstam    |
| 2004 | Annika Sörenstam    |
| 2003 | Se Ri Pak           |
| 2002 | Rachel Teske        |
| 2001 | Annika Sörenstam    |
| 2000 | Charlotta Sörenstam |
| 1999 | Karrie Webb         |
| 1998 | Liselotte Neumann   |
| 1997 | Laura Davies        |
| 1996 | Laura Davies        |
| 1995 | Laura Davies        |
| 1994 | Laura Davies        |
| 1993 | Patty Sheehan       |

| År   | Segrare              |
| 1992 | Danielle Ammaccapane |
| 1991 | Danielle Ammaccapane |
| 1990 | Pat Bradley          |
| 1989 | Allison Finney       |
| 1988 | Ok-Hee Ku            |
| 1987 | Pat Bradley          |
| 1986 | Mary Beth Zimmerman  |
| 1985 | Betsy King           |
| 1984 | Chris Johnson        |
| 1983 | Anne-Marie Palli     |
| 1982 | Beth Daniel          |
| 1981 | Patty Hayes          |
| 1980 | Jan Stephenson       |

## Namn på tävlingen
| År        | Namn                                                           |
| 1980-1982 | Sun City Classic                                               |
| 1983-1985 | Samaritan Turquoise Classic                                    |
| 1986-1990 | Standard Register Turquoise Classic                            |
| 1991-2001 | Standard Register Ping                                         |
| 2002      | PING Banner Health                                             |
| 2003      | Safeway PING Presented by Yoplait                              |
| 2004-2008 | Safeway International                                          |
| 2009      | J Golf Phoenix LPGA International Presented by Mirassou Winery |